# Микрокремнезём

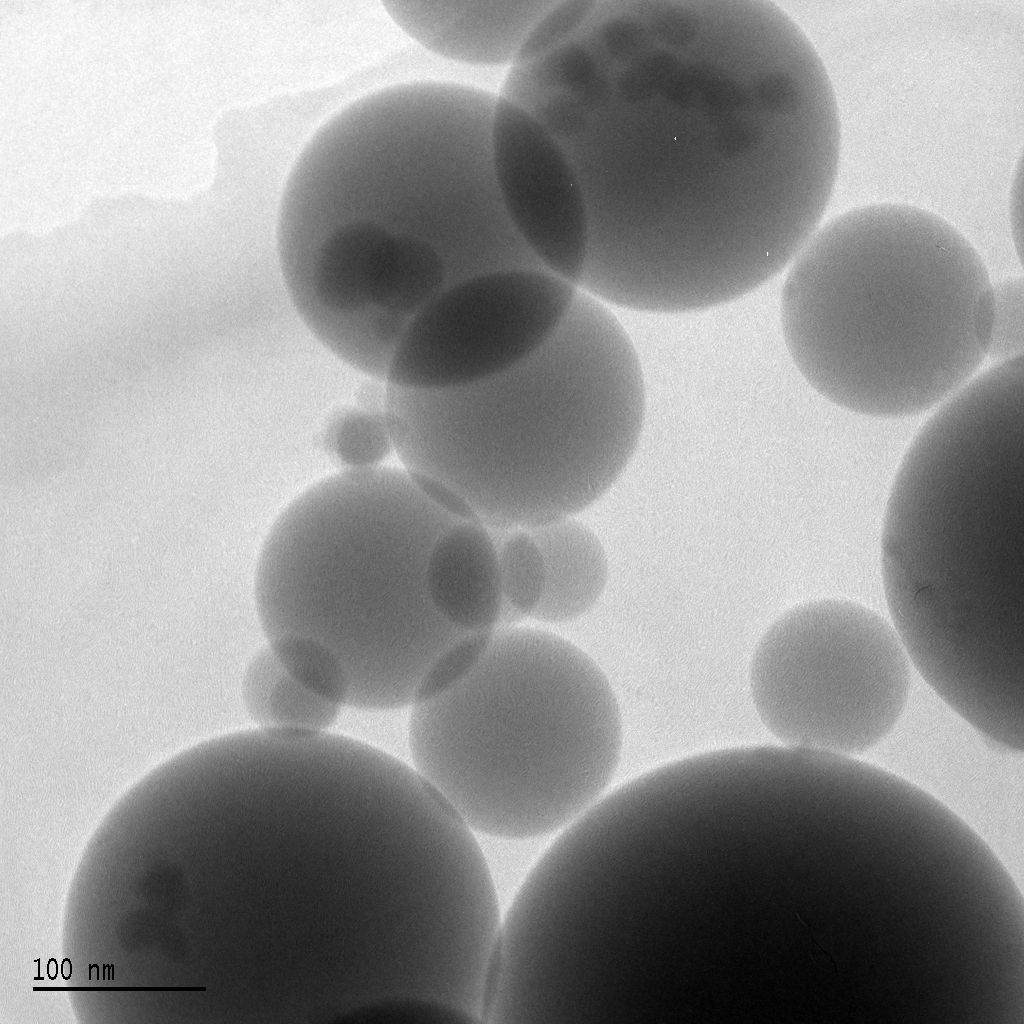
частицы микрокремнезёма под микроскопом

Микрокремнезем (силикатная пыль, микросилика, silica fume) — представляет собой ультрадисперсный материал, состоящий из частиц сферической формы, получаемый в процессе газоочистки технологических электродуговых печей при производстве кремния и ферросилиция. Основным компонентом материала является диоксид кремния аморфной модификации. Микрокремнезем является важнейшим компонентом при производстве бетонов с высокими эксплуатационными свойствами.

## Минеральный состав
Микрокремнезем — ультрадисперсный диоксид кремния в аморфном состоянии (Sуд = 16—22 м2/г- микро-, 30—300 м2/г — нанокремнезем)

## Химический состав
В основном (более 90 %) состоит из диоксида кремния SiO2

## Виды микрокремнезема
Микрокремнезем бывает следующих марок: МК-65, МК-85, МК-95, МКУ-65, МКУ-85, МКУ-95.
Заглавными буквами МК обозначается микрокремнезем конденсированный, МКУ — микрокремнезем конденсированный уплотненный. Насыпная плотность марки МК — должна быть в пределах 150—300 кг/м3, МКУ — 310—600 кг/м3.
Цифрами обозначается минимальное содержанием оксида кремния — SiO2 в процентах.

## Применение
Микрокремнезем обладает пуццолановой активностью, поэтому применяется как эффективная добавка в цементы и бетоны. По ГОСТ Р 56196-2014 относится к техногенным минеральным добавкам. Требования к микрокремнезему приведены в ГОСТ Р 56178-2014